# Llíria (métro de Valence)
Llíria est une station terminus de la ligne 2 du métro de Valence. Elle est située rue Juan-Izquierdo, à Llíria, dans la Communauté valencienne.

## Situation sur le réseau
Établie en surface, la station Llíria du métro de Valence est située sur ligne 2, dont elle constitue le terminus nord, avant Benaguasil.

## Histoire
La station ouvre au public le 8 octobre 1988, à l'occasion de la mise en service du réseau,.